# خانه جلیل محبوب
خانه جلیل محبوب مربوط به دوره قاجار است و در شیراز، کوچه حمام بهارستان، کوچه توتونچی، پلاک ۲ واقع شده و این اثر در تاریخ ۱۰ خرداد ۱۳۸۲ با شمارهٔ ثبت ۸۷۰۸ به‌عنوان یکی از آثار ملی ایران به ثبت رسیده است.